# Uggleviken
Uggleviken (en anglès: The Owl Bay) és una antiga badia i llac de Norra Djurgården, una zona semi-rural al nord-est central d'Estocolm, Suècia, que forma part del Royal National City Park.
Juntament amb Lillsjön, Laduviken i Storängsbotten, Uggleviken solia formar part d'una badia que es bifurca a través de Norra Djurgården. Avui es redueix a un aiguamoll o a un alnus humit amb clapes de phragmites al centre. Es considera que té un gran valor natural i s'ha mencionat com una de les zones botàniques i ornitològiques més interessants d'Estocolm.

## Història
La font del llac apareix per primera vegada en registres històrics a finals del segle xviii i durant el segle xix i principis del segle XX es va convertir en una popular font de la Trinitat a la qual els d'Estocolm anaven en gran nombre el Diumenge de Trinitat a beure en una cerimònia. Un pavelló construït el 1902 encara recorda l'època.

## Àrea de captació
La zona de captació del pantà, considerada com una de les zones humides més importants d'Estocolm i un biòtop important per a moltes espècies, ha quedat relativament intacta per als humans i conté sobretot boscos i terrenys oberts. Björnnäsvägen, una carretera densament transitada que s'estén per la banda nord d'Uggleviken, redueix l'accessibilitat a la zona humida, igual que el ferrocarril suburbà Roslagsbanan i un ferrocarril industrial al sud d'ella. El Reial Institut Tecnològic ocupa aproximadament el 20% de la superfície de captació i, a la banda oest, hi ha diversos jardins.

### Influències mediambientals
La principal entrada prové de les aigües pluvials i l'escorrentia superficial. Es creu que les canonades de zones assentades que s'obren al costat sud són la càrrega ambiental més important, juntament amb l'aigua d'escorrentia de la carretera al nord de la zona humida. S'han registrat alts nivells de fòsfor a la sortida.

## Flora i fauna
Botànicament, moltes espècies rares com ara Carex aquatilis, Carex diandra, Chrysosplenium alternifolium, Polygonum minus, Stellaria palustris, i Thelypteris palustris són presents. Els exemplars en estanys aïllats de la zona contenen espècies d'Oligoquets i Gastròpodes, com Valvata critata i Anisus leucostoma. Moltes espècies d'ocells es troben al pantà, inclòs el Rossinyol rus, el Tord ala-roig, el Pardal de bardissa i el trencalòs euroasiàtic. Tant el tritó comú com el Gripau comú es van informar el 1996.

## Visites
Tant la zona humida com el parc nacional que l'envolta són de fàcil accés. L'estació de metro més propera és Tekniska högskolan.